# Reformierte Kirche Bremgarten bei Bern

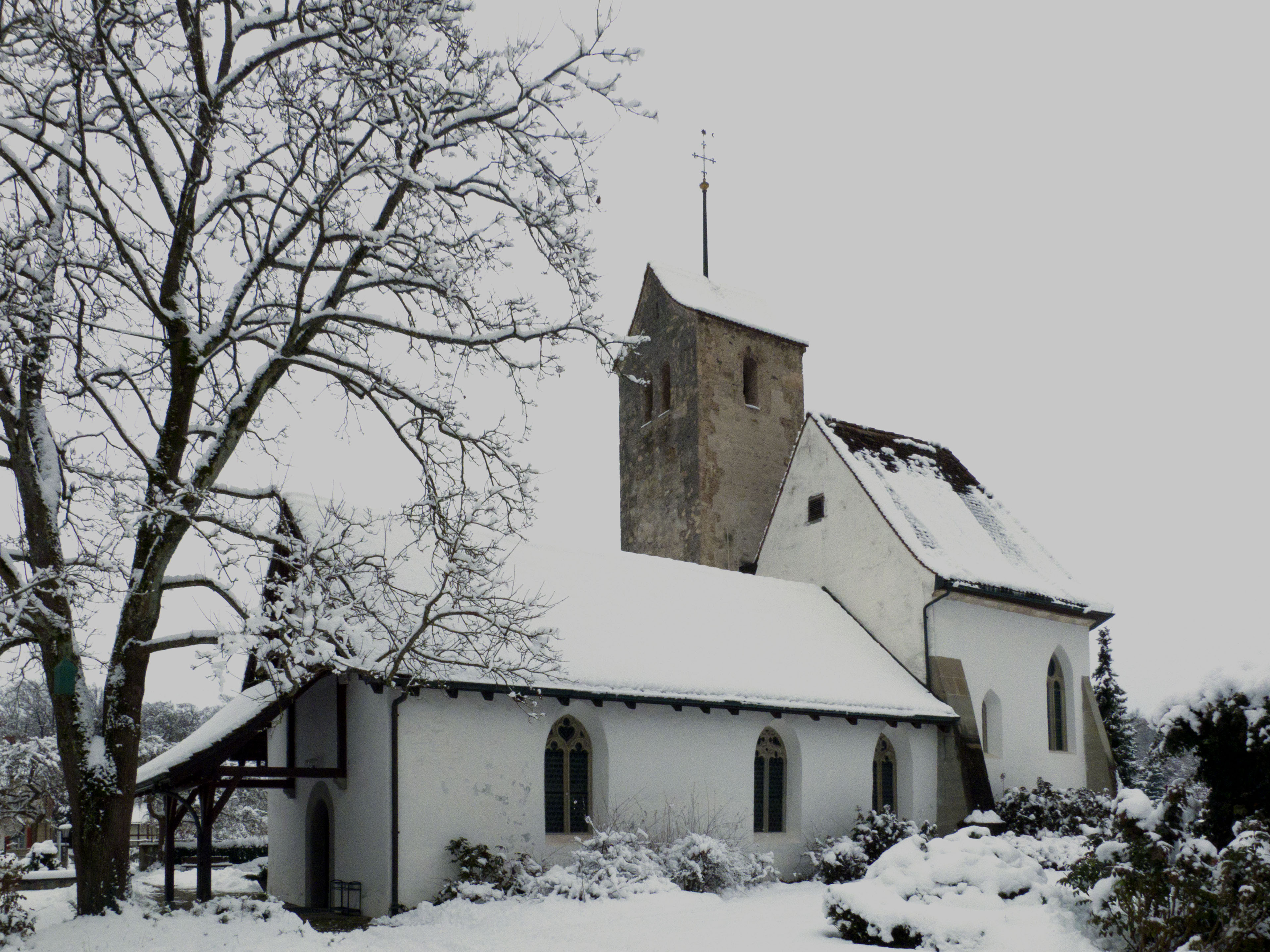
Die Kirche Bremgarten im Winter 2012

Die Reformierte Kirche St. Michael Bremgarten in Bremgarten bei Bern gehört seit 1960 zur Mathäus-Kirchgemeinde Bern. Der schmucklose Bau wurde im 10. Jahrhundert vermutlich anstelle eines Vorgängerbaus aus keltisch-römischer Zeit auf der Aarehalbinsel erstellt und später mehrfach um- und ausgebaut.

## Geschichte

Pfarrhaus und Kirche, 1827

Ausgrabungsfunde beweisen Bremgartens wichtige Lage am Weg zum Aareübergang zur keltisch-römischen Siedlung auf der Engehalbinsel. Vermutlich anstelle einer römischen Merkurweihestätte wurde bereits im 4.–5. Jahrhundert die erste, dem Erzengel Michael geweihte Kirche gebaut. Die Aare bildete die Grenze der im 7. Jahrhundert geschaffenen Diözese Konstanz zur Diözese Lausanne, was das Gotteshaus auf der Halbinsel zusätzlich aufwertete. Nach dem Niedergang der karolingischen Herrschaft entstand im 10. Jahrhundert die Freiherrschaft Bremgarten. Freiherr Burkhard I. und sein Sohn wohnten den Feierlichkeiten zur Gründung der Johanniterkomturei von Münchenbuchsee bei. Ihre Burg war der Vorgängerbau des heutigen Barockschlosses von Bremgarten. Im 10. Jahrhundert entstand auch die heutige Kirche. Ursprünglich ein einfacher, 14,5 mal 7 Meter grosser, romanischer Hallenbau mit Apsis und kleinen Rundbogenfenstern, vermutlich mit einer Flachdecke und einem Satteldach mit einem Dachreiter auf dem First ausgestattet. Im 12./13. Jahrhundert während der Hochblüte der Freiherrschaft wurde das Kirchenschiff nach Westen um 4,5 Meter erweitert und der Turm angebaut. Das sichtbare Mauerwerk des Turms besteht in grossen Teilen aus Tuffstein und ist mit einem Käsbissendach bedeckt.
Nach der Schlacht im Jammertal gegen Habsburg nahm 1298 die aufstrebende Stadt Bern die Freiherrschaft Bremgarten ein und verkaufte sie 1306 an den Johanniterorden Münchenbuchsee. Unter ihrer Herrschaft wurde im 14./15. Jahrhundert die halbrunde romanische Apsis der Kirche durch ein gotisches Chorhaus ersetzt, welches das Kirchenschiff weit überragt. Die Sakristei und die gotischen Fenster an der Südseite des Kirchenschiffs stammen ebenfalls aus dieser Zeit. Nach der Reformation und der Auflösung des Johanniterklosters kam die Herrschaft mit der Kirche an die Stadt Bern. Wegen der Armut der umliegenden Bevölkerung drohte in den folgenden Jahrhunderten das Ende der Kirchgemeinde. Erst Albrecht Frisching, der letzte Oberherr von Bremgarten, erreichte einen neuen Auftrieb und 1798 erhielt Bremgarten einen Sitz im Chorgericht. Im 19. Jahrhundert verlor die Kirche im politischen Umfeld immer mehr an Bedeutung und ihr baulicher Zustand wurde durch Feuchtigkeit und den Befall mit Hausschwamm immer schlechter. 1925 erfolgte eine Gesamtrenovation, die das Erscheinungsbild bis heute prägt.

## Ausstattung
Mit der Renovation von 1925 erhielt die Kirche neben den drei neuen Glasfenstern im Chor von Louis Moilliet auch die farblich auffällige Fassung des Holzwerks nach dem Entwurf Moilliets, der hier auf dem Friedhof im Familiengrab beigesetzt ist. Den umfassenden Umbau leitete der Architekt Karl Indermühle.
Die letzte Gesamtrestauration von 1978/79 ermöglichte die Freilegung überdeckten Mauerwerks und Einblick in die Baugeschichte. Dabei wurden im Chor Wandmalereifragmente sichtbar gemacht und die zugemauerten Wandnischen geöffnet. Die Grabplatte des Ritters Rudolf von Erlach, des Siegers bei Laupen, ist über der Sakristeitüre angebracht und weitere sind in der Sakristei aufgestellt. Der Taufstein aus Sandstein wurde von Farbe befreit und die Kanzel an die Nordseite des Chorbogens versetzt.
Mit dem Einbau einer Bodenheizung und der neuen Beleuchtung ist die Kirche nun den Bedürfnissen der heutigen Zeit angepasst.

## Orgeln
Die Goll-Orgel mit zwölf Registern von 1905, mit einem Prospekt nach Karl Indermühle, wurde 1951 durch ein neues Instrument mit 14 Registern von R. Ziegler aus Genf ersetzt und 2002 nochmals durch die neue Metzler-Orgel, die an Ostern 2002 eingeweiht wurde.
| I Hauptwerk C–f3 |               |       |
| 1.               | Viola d’Amore | 8′    |
| 2.               | Flauto        | 8′    |
| 3.               | Vivara        | 8′    |
| 4.               | Principal     | 4′    |
| 5.               | Gemshorn      | 4′    |
| 6.               | Octave        | 2′    |
| 7.               | Mixtur        | 1 ⁄3′ |
| 8.               | Dulcian       | 8′    |

| II Positiv C–f3 |             |        |
| 9.              | Gedackt     | 8′     |
| 10.             | Holzflöte   | 4′     |
| 11.             | Nazard      | 2 ⁄3′  |
| 12.             | Waldflöte   | 2′     |
| 13.             | Terz        | 1 3⁄5′ |
|                 | Tremulant   |        |
|                 | Zimbelstern |        |
|                 | Vogelsang   |        |

| Pedalwerk C–f1 |           |     |
| 14.            | Subbass   | 16′ |
| 15.            | Octavbass | 8′  |
| 16.            | Posaune   | 8′  |

- Koppeln: II/I, I/P, II/P